# Ungefährtatbestand
Als Ungefährtatbestand bezeichnet man in der historischen Rechtswissenschaft einen strafrechtlich relevanten Tatbestand, bei welchem von einer Vorsatzvermutung abgesehen wird. Er steht daher rechtshistorisch am Übergang zwischen Erfolgshaftung und Verschuldenshaftung. Ungefährtatbestände sind etwa im frühfränkischen Strafrecht belegt, das bereits zwischen objektiver und subjektiver Tatseite unterschied, jede Tat jedoch grundsätzlich als Ausdruck eines verbrecherischen Willens betrachtete. Lediglich die Ungefährtatbestände, die fest bestimmt waren (z. B. die Verletzung eines Menschen durch Tierfallen), wurden hiervon ausgenommen.